# Oleg Anatoljevics Szalenko
Oleg Anatolijevics Szalenko (oroszul: Олег Анатольевич Саленко; Leningrád, 1969. október 25. –) orosz labdarúgó, az 1994-es labdarúgó-világbajnokság gólkirálya.

## Klubcsapatokban
Oleg Szalenko 1986 és 2000 közötti pályafutása alatt játszott a Zenyit Leningrad, a Dinamo Kijiv, a Logroñés, a Valencia, a Rangers és az Istanbulspor csapataiban, pályafutását sérülései miatt hamar abba kellett hagynia.

## A válogatottban
Szovjet utánpótlás-válogatott volt. Felnőttként először Ukrajna színeiben játszott, az ország történetének első válogatott mérkőzésén Magyarország ellen. Ezt követően nyolcszor szerepelt az orosz válogatottban és ott hét gólt szerzett (vagyis a világbajnokságon kívül csak egyetlen gólt lőtt válogatottként).
Szalenko 1994. június 28-án az Oroszország–Kamerun mérkőzésen öt gólt lőtt, ezzel a világbajnokságok történetében egyedülálló teljesítményt nyújtott. Ugyanezen a világbajnokságon még egy gólt szerzett, 6 góllal gólkirály lett a bolgár Hriszto Sztoicskovval holtversenyben. Az orosz válogatott messze nem nyújtott ilyen emlékezetes teljesítményt: kiesett a csoportmérkőzések alatt.